# Желтов, Герман Вячеславович
Ге́рман Вячесла́вович Желто́в (26 июня 1937, Богородск, Горьковская область, РСФСР, СССР — 1 июня 2012, Йошкар-Ола, Марий Эл, Россия) — советский и российский деятель промышленности и партийный деятель. Главный инженер, директор завода «Искож» г. Йошкар-Олы Марийской АССР (1963—1981, 1994—2010). Заслуженный работник текстильной и лёгкой промышленности Российской Федерации (2003). Лауреат Государственной премии Республики Марий Эл (1999). Член КПСС.

## Биография
Родился 26 июня 1937 года в Богородске Нижегородской области в семье кожевенника.
В 1959 году окончил Московский технологический институт лёгкой промышленности.
С 1963 года — в Йошкар-Оле Марийской АССР: главный инженер, с 1972 года — директор завода «Искож».
В 1981 году стал заведующим отделом лёгкой промышленности Марийского обкома КПСС, с 1988 года — заведующим лабораторией воинской части.
В 1994—2010 годах — вновь директор завода «Искож». Является автором трёх изобретений. В 1977 году издал книгу «Второе рождение».
В 1996 году был единогласно избран председателем Совета директоров предприятий Йошкар-Олы. Избирался депутатом Йошкар-Олинского городского Совета. В 2003 году был награждён Муниципальным знаком «За заслуги перед городом», в 2007 году — Почетной грамотой администрации городского округа «Город Йошкар-Ола» за многолетний добросовестный труд и большой личный вклад в развитие лёгкой промышленности Республики Марий Эл. 
В 2003 году за заслуги в области текстильной и лёгкой промышленности и многолетний добросовестный труд ему присвоено почётное звание «Заслуженный работник текстильной и лёгкой промышленности Российской Федерации». В том же году он вошёл в рейтинг «1000 самых профессиональных менеджеров России». Награждён орденами Трудового Красного Знамени, «Знак Почёта», медалями Почётной грамотой Президиума Верховного Совета Марийской АССР. В 1999 году присуждена Государственная премия Марий Эл.
Скончался 1 июня 2012 года в Йошкар-Оле. 

## Трудовые звания и награды
- Заслуженный работник текстильной и лёгкой промышленности Российской Федерации (27 октября 2003)[1][2][8]
- Заслуженный работник лёгкой промышленности Республики Марий Эл (1997)[1][2][7]
- Государственная премия Республики Марий Эл (1999)[1][2][7]
- Орден Трудового Красного Знамени (1974)[1][2]
- Орден «Знак Почёта» (1971)[1][2]
- Медаль «За трудовую доблесть»[7]
- Почётная грамота Президиума Верховного Совета Марийской АССР (1987)[1][2]